# Belgische strijdkrachten in Duitsland

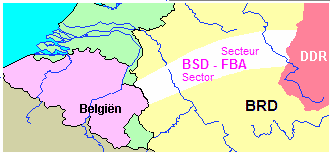
Sector van de BSD in Duitsland

De Belgische strijdkrachten in Duitsland (BSD) (Frans: Forces Belges en Allemagne) is de naam voor de 'Belgische bezettingsmacht' in Duitsland na de Tweede Wereldoorlog; maar het werd ook de naam van 'het gebied' waarin de strijdkrachten gelegerd waren, men verbleef in de BSD. In dit gebied in het toenmalige West-Duitsland werd, op verzoek van de Belgische regering, in de zone van de Britse bezetter een Belgische bezettingsmacht gelegerd. Deze stond onder Brits bevel omdat het de Britse bezettingssector betrof. Vanaf 1 april 1946 bevonden zich drie Belgische infanteriebrigades in Duitsland onder Brits bevel en kon men in feite al over 'bezettingseenheden' spreken. Kort daarop kregen de Belgische eenheden een eigen zone, de BSD, binnen de Britse bezettingssector. Zo werd een hele zone tussen Aken, Keulen, Soest, Siegen en Kassel, grotendeels in Noordrijn-Westfalen door het Belgische leger gecontroleerd. Ook in Bonn was een garnizoen gevestigd tot aan de oprichting van de Bondsrepubliek Duitsland op 23 mei 1949. Toen moest de bevelhebber van de Belgische strijdkrachten (generaal Piron) er plaats vrijmaken (door de Belgen bezette gebouwen vrijgeven) voor de regering van de gloednieuwe Bondsrepubliek. Op 4 april 1949 werd de NAVO opgericht en op 9 mei 1955 werd de Bondsrepubliek Duitsland een NAVO-partner. De Sovjet-Unie met zijn Warschaupact, opgericht op 14 mei 1955, waaronder de DDR, was ondertussen de nieuwe gezamenlijke vijand geworden. Van een 'Belgische bezettingsmacht' was toen reeds lang geen sprake meer; er werd nu met de Duitsers samengewerkt in NAVO-verband, vermits nu ook de Bondsrepubliek er deel van uitmaakte. De Belgen bleven wel in het voormalig bezettingsgebied gelegerd, maar nu om er de Bondsrepubliek en het westen te beschermen tegen een inval door het Warschaupact. Dicht bij de grens met de DDR heerste onder de gezinnen van de militairen wel een beetje een gevoel van ongerustheid; er bestonden plannen om de gezinnen in geval van een inval naar België te evacueren.
Dit gebied werd ook wel de 10e provincie van België genoemd. Er woonden tienduizenden Belgen met hun gezin. Begin jaren vijftig waren er 40.000 militairen gelegerd, begin jaren negentig was hun aantal teruggebracht tot ongeveer 25.000. Naar aanleiding van de legerhervormingen in België werd de krijgsmacht in Duitsland daarna verder afgebouwd.  De laatste kazerne (in Troisdorf-Spich) werd in juni 2004 verlaten. Er waren wel nog enkele Belgen in NAVO-verband actief in de Britse kazerne van Mönchengladbach, maar ook deze werd in 2013 terug overgedragen aan Duitsland.